# Zapornia pusilla
La schiribilla grigiata (Zapornia pusilla (Pallas, 1776)) è un uccello della famiglia dei Rallidi che occupa un areale vastissimo, comprendente Eurasia, Africa e Australasia.

## Descrizione

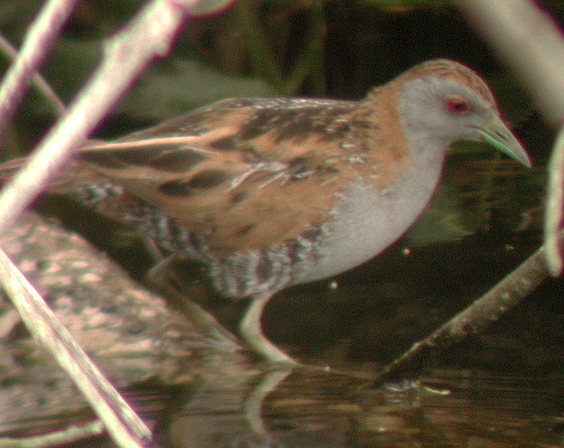
Esemplare nel Queensland sud-orientale.

La schiribilla grigiata misura 17–19 cm di lunghezza, ha un'apertura alare di 33–37 cm e pesa 40-50 g. Le regioni superiori sono castano-rossicce e marcate da piccole strisce sul dorso e sulle copritrici alari. I fianchi sono striati di bianco e nero, le zampe sono grigiastre o di colore chiaro. Il becco è verde, senza alcuna macchia rossa alla base.
Il maschio ha la gola, la faccia e il petto di colore grigio-ardesia o bluastro, e le sottocaudali striate di bianco e nero.
Gli esemplari giovani somigliano alle femmine, ma non presentano ancora la colorazione grigia degli adulti, hanno la gola bianca e il collo è macchiato di marrone.

## Biologia

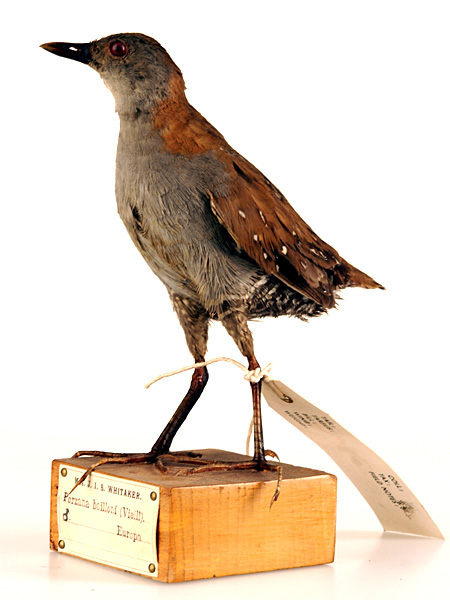
Un esemplare impagliato.

Per nutrirsi, la schiribilla grigiata viene fuori dalla vegetazione e si muove con attenzione tra le erbe e le piante acquatiche, catturando gli insetti e becchettando qua e là.

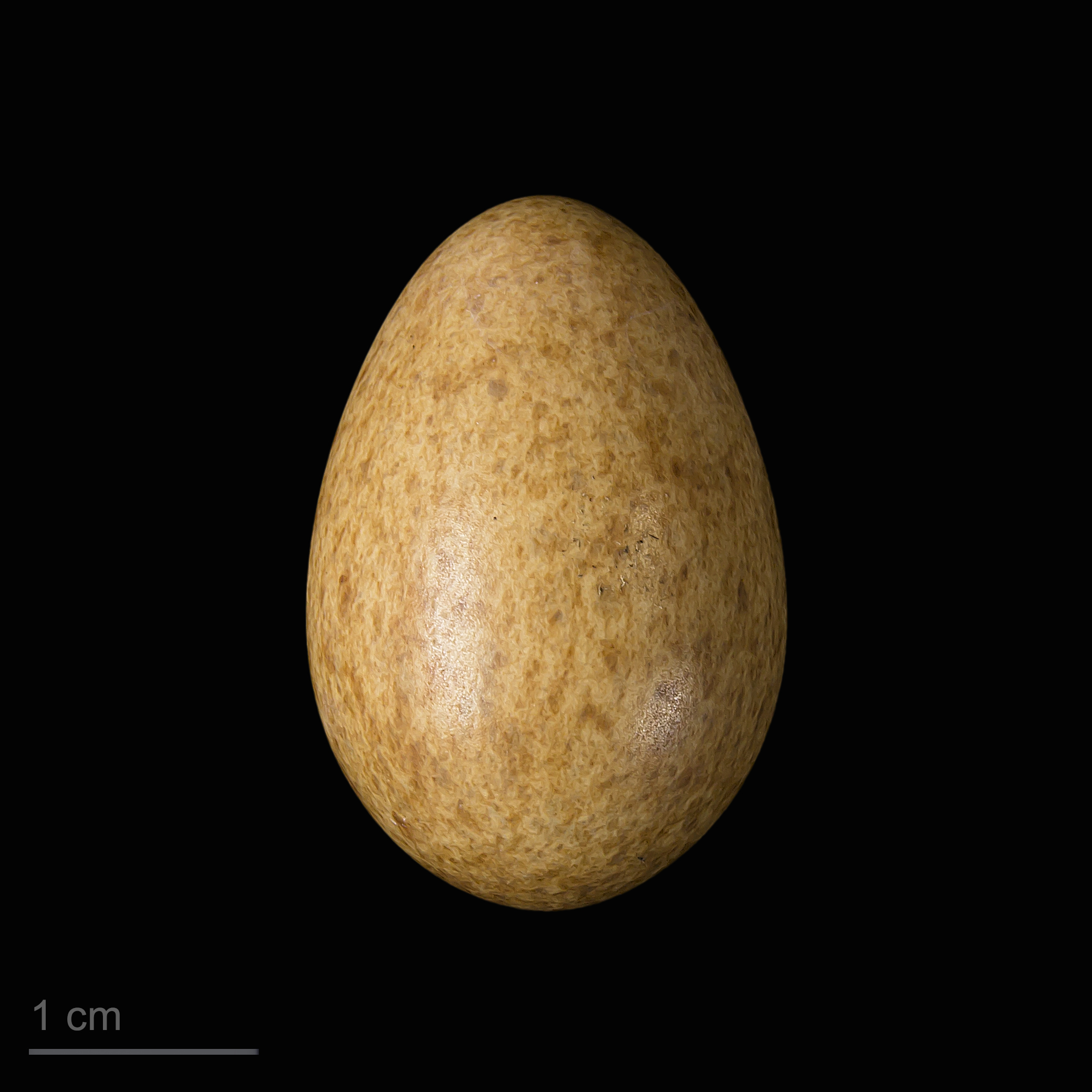
Zapornia pusilla

Durante la lunga migrazione la schiribilla grigiata perde il grasso accumulato nel corso dell'autunno. È attiva dall'alba fino a metà mattinata, e da metà pomeriggio fino al crepuscolo. Quando vuole intimidire un intruso, o quando è in allerta, scompiglia le piume del dorso, estende le ali come ventagli, e marcia attorno all'intruso brontolando.
Nelle dispute territoriali, entrambi i partner cacciano via gli intrusi correndo rapidamente sull'acqua e sbattendo le ali. Durante le parate nuziali, descrivono dei cerchi a pochi metri di altezza, lanciando grida d'avvertimento.

### Richiamo
La schiribilla grigiata ha un canto che può essere confuso con il gracidare di una rana. Il maschio emette un suono simile a un rullio che dura qualche secondo, e che alterna a degli ondeggiamenti della testa, il tutto mentre becchetta tra le piante. Canta soprattutto durante la notte e i suoni sono variabili.

### Alimentazione
La schiribilla grigiata si nutre di piccoli insetti, scarabei, falene, ragni, piccoli molluschi acquatici, vermi, chiocciole, piccoli crostacei, piccoli pesci (attorno ai 20 mm di lunghezza), piante, germogli e semi.

### Riproduzione
Il nido è piccolo e ben nascosto tra le piante acquatiche. È una piattaforma di foglie e piante, posta generalmente a livello dell'acqua e chiusa talvolta nella parte superiore. Può anche trovarsi tra gli arbusti, a una certa distanza dall'acqua.
La femmina depone da 6 a 8 uova di colore marrone scuro od ocra, con macchie e puntolini giallastri. L'incubazione, effettuata da ambo i genitori, dura circa 18-20 giorni. I pulcini sono nidifughi e vengono allevati dai genitori fino a quando si involano, verso i 45 giorni di età.

## Distribuzione e habitat
La schiribilla grigiata occupa un areale vastissimo, che comprende Europa meridionale e orientale, Africa settentrionale, orientale e meridionale, Asia e Australasia. Le popolazioni dell'Africa meridionale e dell'Australasia sono perlopiù sedentarie, ma le altre hanno quasi tutte abitudini migratorie e nidificano a latitudini meridionali durante l'estate per poi tornare verso sud prima che inizi l'inverno.
Si incontra in una vasta gamma di habitat d'acqua dolce e salmastra, sia nell'entroterra che nelle regioni costiere, con una preferenza per i campi allagati con acque poco profonde. Occupa paludi, acquitrini, prati allagati, margini dei fiumi, marcite, zone umide artificiali e paludi salmastre. Durante la nidificazione, viene avvistata soprattutto nel fitto dei canneti e delle erbe alte, ma negli altri periodi dell'anno occupa una varietà maggiore di habitat. In quasi tutto il suo areale si incontra dal livello del mare fino a 1500 m di quota, ma in Nuova Guinea si spinge fino a 2450 m.

## Tassonomia
Attualmente vengono riconosciute sei sottospecie di schiribilla grigiata:
- Z. p. intermedia (Hermann, 1804) (Europa, Asia Minore, Africa settentrionale, orientale e meridionale e Madagascar);
- Z. p. pusilla (Pallas, 1776) (Asia centrale e orientale);
- Z. p. mira Riley, 1938 (Borneo);
- Z. p. mayri Junge, 1952 (Nuova Guinea);
- Z. p. palustris Gould, 1843 (Nuova Guinea orientale e Australia);
- Z. p. affinis (G. R. Gray, 1845) (Nuova Zelanda e isole Chatham).